# Mission of Burma
Mission of Burma is een postpunk band uit Boston, Verenigde Staten, opgericht in 1979. De eerste opnamen werden uitgebracht op het label Ace of Hearts Records uit Boston. Ondanks het initiële succes van de groep heeft zij maar kort bestaan, doordat gitarist Roger Miller last kreeg van tinnitus als gevolg van het luide volume van de groep. De nummers werden voornamelijk geschreven door Roger Miller en Clint Conley, die elk een eigen stijl hanteerden. De nummers van Miller zijn veelal onorthodox, terwijl de nummers van Conley veel toegankelijker zijn. Enkele nummers zijn later gecoverd door onder anderen Moby en R.E.M..
Bijzonder aan de band is de mate van samenwerking met geluidstechnicus Martin Swope. Deze bewerkte live het geluid van de band door middel van tape-recorders. Tijdens de herformatie in 2002 werd deze rol overgenomen door geluidstechnicus Bob Weston, tevens bassist van de band Shellac.

## Discografie
- Signals, Calls, and Marches (1981)
- Vs. (Mission of Burma album) (1982)
- ONoffON (2004)
- The Obliterati (2006)
- The Sound the Speed the Light (2009)
- Unsound (2012)